# Hannah Stockbauer
Hannah Stockbauer (n. 7 ianuarie 1982, Nürnberg, RFG) este o înotătoare germană, medaliată olimpică. A participat la 2 ediții ale Jocurilor Olimpice (2000, 2004) în care a câștigat o medalie de bronz.